# Bennekom

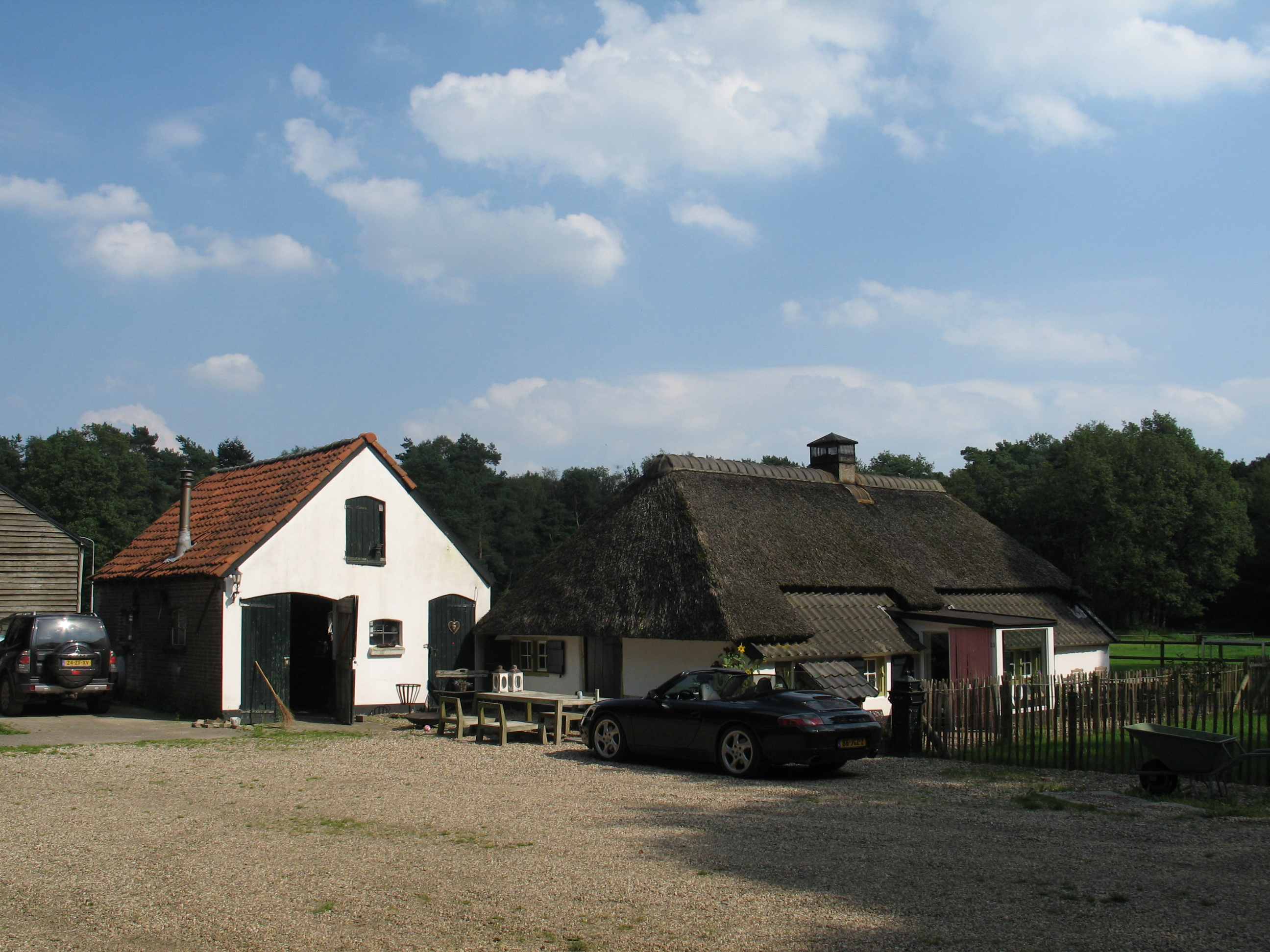
Una fattoria a Bennekom

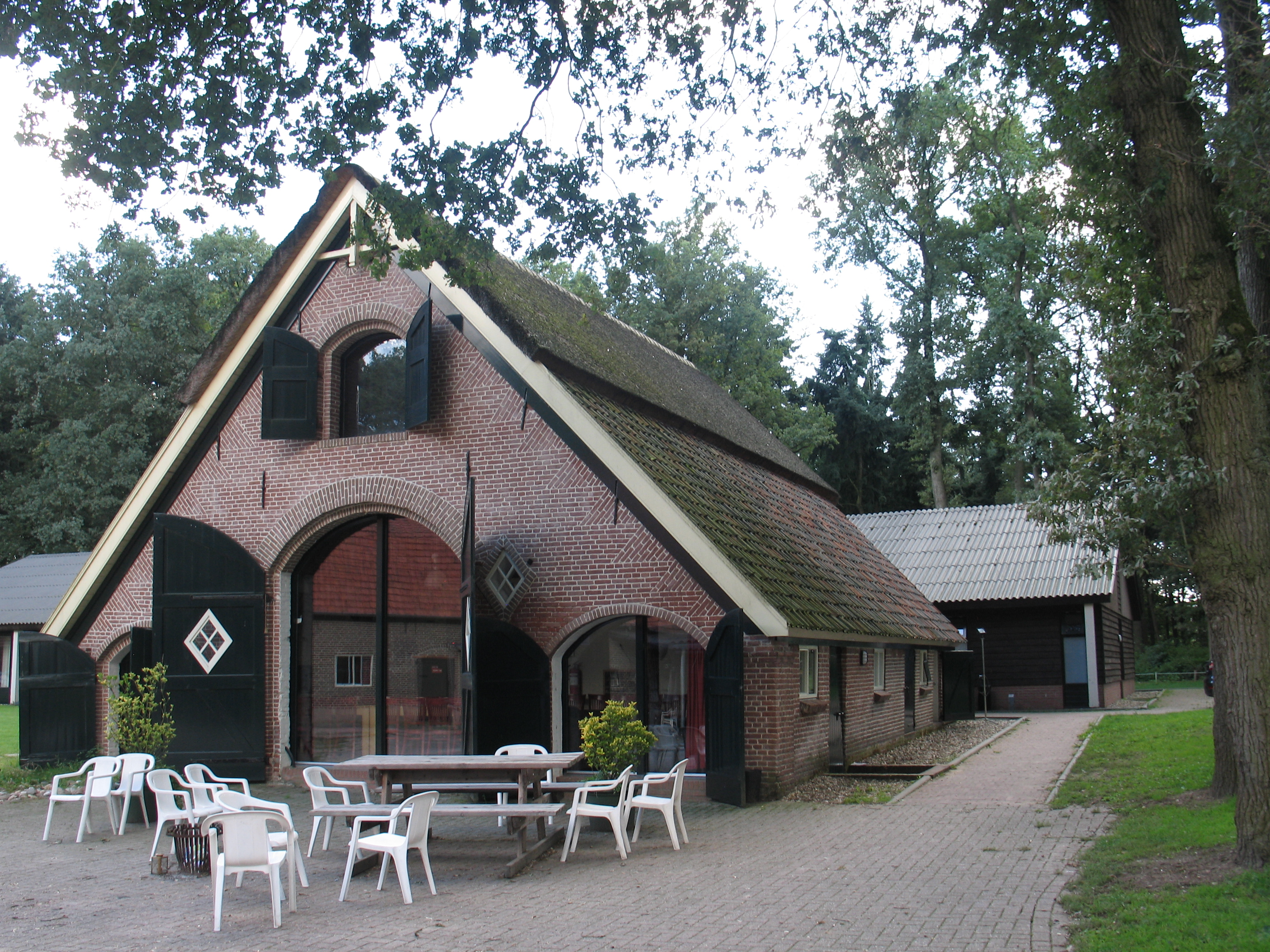
La Hoekelum Stal, fattoria di Bennekom

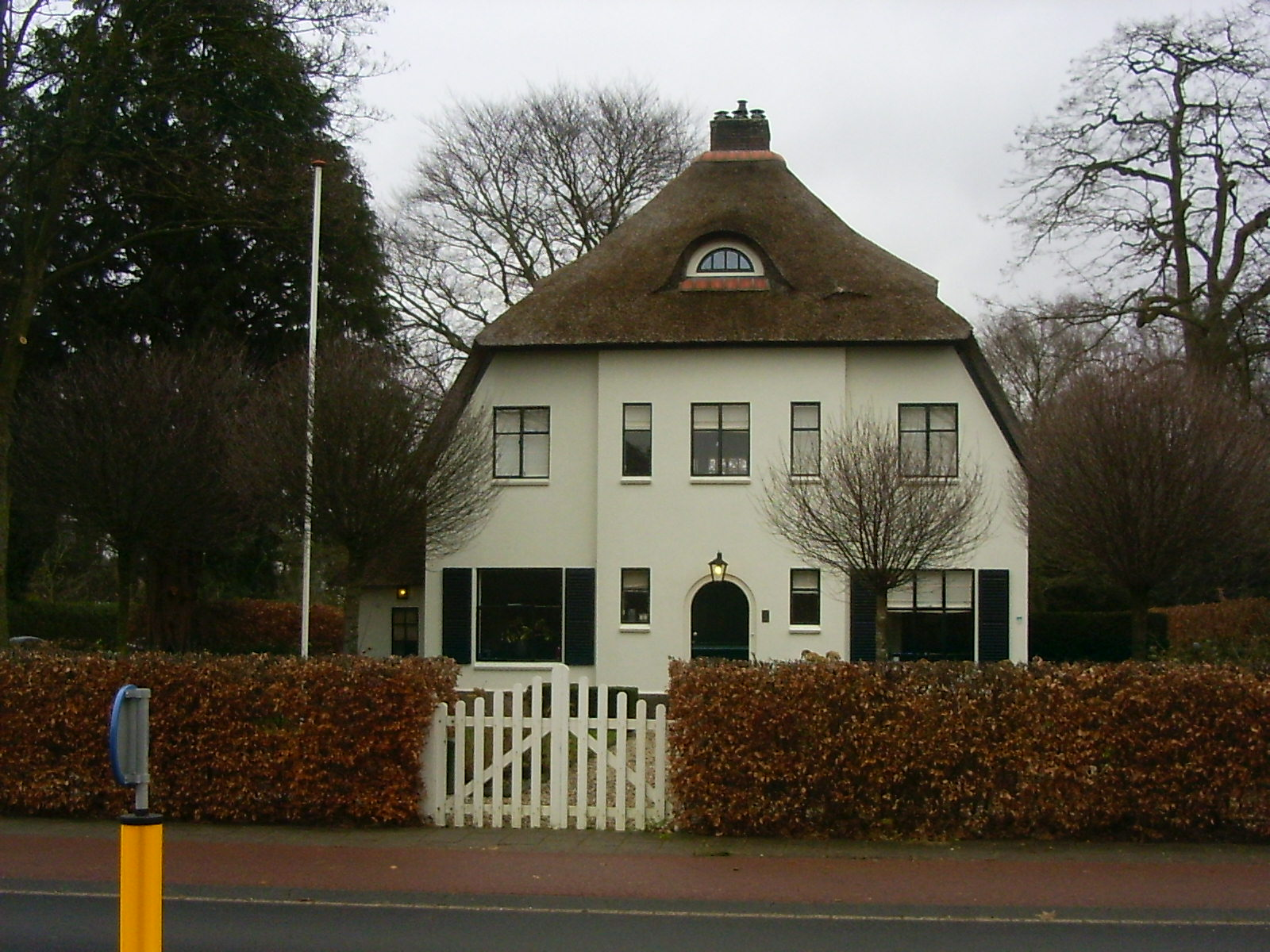
Edificio col tetto di paglia a Bennekom

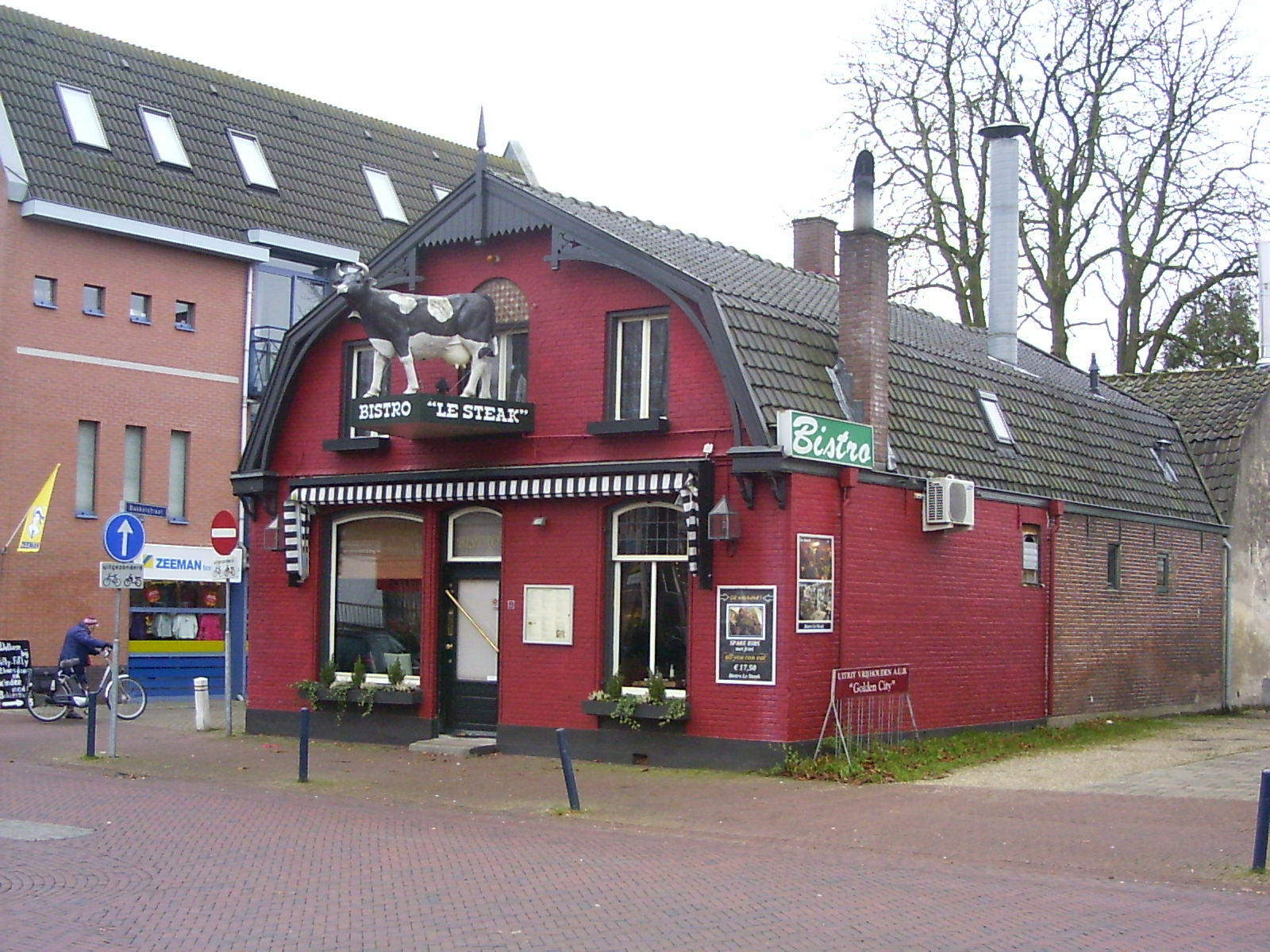
Un edificio di Bennekom

Bennekom (in basso sassone: Bennekum) è una località di circa 14.000-15.000 abitanti del sud-est dei Paesi Bassi, facente parte della provincia della Gheldria e situata nella regione della Veluwe. Dal punto di vista amministrativo, si tratta di una frazione del comune di Ede; fu anche un comune a sé stante tra il 1812 e il 1818.

## Geografia fisica
Bennekom si trova nella parte sud-occidentale della provincia del Gheldria, nei pressi del confine con la provincia di Utrecht e tra le località di Ede e Wageningen (rispettivamente a sud della prima e a nord della seconda).

## Origini del nome
Il toponimo Bennekom, attestato antichamente come Berenchem (1105 o 1178), Berinchem (1334), Bernichem (1346) e Bennecum (1595) è formato da un prenome, Berno, e dal termine -hem, che significa "centro abitato" e che indica che i primi abitanti furono i discendenti di una persona con questo nome.

## Storia

### Dalla fondazione ai giorni nostri
Il nome della località (v. sopra) fa pensare che il villaggio sorse tra il 500 e il 1000 d.C. Tuttavia, la zona era abitata sin dagli inizi dell'Età del Ferro (circa 800-500 a.C.), come dimostrano i resti di una fattoria rinvenuti nel terreno in cui sorgeva l'ex-ospedale cittadino.
Il villaggio è menzionato per la prima volta come Berenchem in un documento del 1105.
Nel 1811, Bennekom contava 915 abitanti. Il 1º gennaio dell'anno seguente, divenne un comune indipendente da Ede e venne eletto sindaco Theodorus Prins, ma il 1º gennaio 1818 tornò a far parte della municipalità di Ede.

## Monumenti e luoghi d'interesse
Bennekom vanta 33 edifici classificati come rijksmonumenten e 68 edifici classificati come gemeentelijke monumenten.

### Architetture religiose

#### Alexanderkerk
Tra i principali edifici religiosi di Bennekom, figura l'Alexanderkerk ("Chiesa di Sant'Alessandro) o Oude Kerk ("Chiesa vecchia"): situata nella Dorpsstraat, fu eretta nel XVI secolo ed ampliata nel 1857.
|  |

#### Chiesa protestante
Altro edificio religioso di Bennekom è la chiesa protestante, situata nella Krulweg e risalente al 1887.

#### Brinstraatkerk
Altro edificio religioso di Bennekom è la Brinkstraatkerk, ovvero la chiesa della Brinkstraat, eretta nel 1927.

#### Chiesa della Vergine Maria
Altro edificio religioso di Bennekom è la chiesa della Vergine Maria, situata nella Heelsumseweg e costruita nel 1958 su progetto.

### Castello di Hoekelum
Altro edificio d'interesse è il castello (di) Hoekelum (Kasteel Hoekelum), situato nella buurtschap di Hoekelum e costruito a partire dalla fine del XIV-inizi del XV secolo per volere di Randolph van Hoekelum.
|  |

#### Huis Nordereng
Nel terreno del castello di Hoekelum si trova anche la Huis Nordereng, una residenza di campagna risalente al 1849 e in gran parte ricostruita nel 1904.
|  |

#### Rijksinstituut voor Rassenonderzoek van Landbouwgewassen
Altro edificio d'interesse è quello che ospita il Rijksinstituut voor Rassenonderzoek van Landbouwgewassen, istituto fondato tra il 1952-1952 come parte del complesso "Groot Nergena".
|  |

## Società

### Evoluzione demografica
Al censimento del 2006, Bennekom contava una popolazione pari a 14.806 abitanti.
La località ha quindi conosciuto un incremento demografico rispetto al 2001, quando contava 14.181 abitanti.

## Cultura

### Musei

#### Kijk- en Luistermuseum
A Bennekom trova posto il Kijk- en Luistermuseum, un museo che ricostruisce alcuni edifici della fine del XIX secolo e dell'inizio del XX secolo, come un centro manifatturiero del 1868, una classe scolastica del 1920, ecc.

## Geografia antropica

### Suddivisioni amministrative
Buurtschappen
- De Kraats
- Hoekelum
- Nergena

## Sport
- La squadra di calcio locale è il VV Bennekom, club fondato nel 1954.[13]